# Leopold von der Osten (General)
Leopold Leberecht Christoph von der Osten (* 2. Juni 1788 in Witzmitz; † 10. Dezember 1853 in Greifenberg in Pommern) war ein preußischer Generalmajor.

## Leben

### Herkunft
Leopold war ein Sohn von August Kurt Christian von der Osten (1748–1820) und dessen Ehefrau Friederike Henriette Dorothea, geborene von Miltitz (1748–1830). Sein Vater war Herr auf Witzmitz.

### Militärkarriere
Osten trat 1801 als Junker in das Kürassierregiment „von Bailliodz“ der Preußischen Armee und avancierte im 8. Oktober 1803 zum Kornett. Im Vierten Koalitionskrieg geriet er in die Kapitulation von Ratekau und wurde inaktiv gestellt. Am 7. Juni 1811 bekam er seinen Abschied mit alter Armeeuniform. 
Im Vorfeld der Befreiungskriege gekehrte Osten zur Armee zurück und wurde am 6. April 1813 mit Patent vom 27. November 1807 als Sekondeleutnant im Pommerschen National-Kavallerie-Regiment angestellt. Er kämpfte in den Schlachten bei Großgörschen, Dennewitz, Leipzig sowie den Gefechten bei Oudenarde, Seweghem, Hoogstaeten und dem Sturm auf Arnheim. Für Courtray erhielt Osten das Eiserne Kreuz II. Klasse und wurde außerdem am 16. August 1814 zum Premierleutnant befördert.
Am 21. Februar 1815 wurde er in das Garde-Dragoner-Regiment versetzt und dort am 23. Juni 1818 zum Rittmeister und Eskadronchef ernannt. Am 30. März 1829 wurde er zum Major befördert. Da keine Stelle vorhanden war, wurde Osten dem Regiment zunächst aggregiert und am 17. Februar 1834 als etatmäßiger Stabsoffizier einrangiert. Man beauftragte ihn dann am 30. März 1838 mit der Führung des 2. Dragoner-Regiments und ernannte Osten am 24. Januar 1839 zum Regimentskommandeur. In dieser Stellung erfolgte am 30. März 1840 mit Patent vom 19. April 1840 seine Beförderung zum Oberstleutnant. Am 16. Mai 1844 wurde er als Kommandeur in die 2. Kavallerie-Brigade versetzt und am 2. September 1844 mit dem Roten Adlerorden III. Klasse mit Schleife ausgezeichnet. Unter Verleihung des Johanniterordens nahm Osten am 21. Mai 1846 als Generalmajor seinen Abschied mit Pension. Er starb am 10. Dezember 1853 in Greifenberg in Pommern.

### Familie
Osten heiratete am 8. Oktober 1811 in Rütznow Charlotte Wilhelmine von der Marwitz (1792–1811). Sie war eine Tochter des Ludwig von der Marwitz (1760–1845) und der Elisabeth Marianne von dem Borne (1762–1849). Nach dem frühen Tod seiner ersten Frau heiratete Osten am 29. März 1837 in Kölpin Bernhardine Alexandrine Friederike von der Marwitz (1814–1888). Aus der Ehe ging der Sohn Oskar (1850–1876) hervor.